# Khéty III
 Khéty III est un roi de la IXe dynastie égyptienne, noté en position 4.23 sur le papyrus de Turin.
Il est peut-être le père de Mérikarê II et le fils de Khéty II, il meurt vers -2076.[réf. nécessaire]
Il est contemporain d’Antef III (XIe dynastie. Il serait selon certains spécialistes un roi de la Xe dynastie.
Khéty III s'empare du nome d'Abydos sur le roi Antef III mais il semble que la ville ait été reprise et que Khéty ait conclu une trêve et se soit consacré à la lutte contre les Asiatiques dans le delta du Nil.